# Vasilios Velkos
Vasilios Velkos oder Wassil Welkow (griechisch Βασίλης Βέλκος, bulgarisch Васил Велков; * um 1975) ist ein griechischer Badmintonspieler bulgarischer Herkunft.

## Karriere
Vasilios Velkos wurde 1998 erstmals griechischer Titelträger im Herreneinzel. Weitere vier Titelgewinne folgten bis 2000, wobei er bei den späteren Erfolgen auch im Mixed und im Herrendoppel siegreich war. 1993 nahm er im Herrendoppel an der Badminton-Weltmeisterschaft teil.

## Sportliche Erfolge
| Saison | Veranstaltung                          | Disziplin    | Platz | Name                               |
| ------ | -------------------------------------- | ------------ | ----- | ---------------------------------- |
| 1998   | Griechenland: Einzelmeisterschaften    | Herreneinzel | 1     | Vasilios Velkos                    |
| 1999   | Zypern: Internationale Meisterschaften | Herrendoppel | 1     | Theodoros Velkos / Vasilios Velkos |
| 1999   | Griechenland: Einzelmeisterschaften    | Mixed        | 1     | Vasilios Velkos / Chrisa Georgali  |
| 1999   | Griechenland: Einzelmeisterschaften    | Herreneinzel | 1     | Vasilios Velkos                    |
| 1999   | Griechenland: Einzelmeisterschaften    | Herrendoppel | 1     | Vasilios Velkos / Giorgos Patis    |
| 2000   | Griechenland: Einzelmeisterschaften    | Herrendoppel | 1     | Vasilios Velkos / Evandros Votsis  |